# 女がしっぽをなくしたころ
『女がしっぽをなくしたころ』（おんながしっぽをなくしたころ、イタリア語: Quando le donne persero la coda）は、1972年（昭和47年）製作・公開、パスクァーレ・フェスタ・カンパニーレ監督のイタリア・西ドイツ合作映画である。同監督による『女にしっぽがあったころ』の続篇として製作されたイタリア式コメディの1作である。

## 略歴・概要
本作は、1971年（昭和46年）、イタリアの映画プロデューサーシルヴィオ・クレメンテッリが経営する製作会社クレシ・チネマトグラフィカと、西ドイツ（現在のドイツ）の映画会社テラ・フィルムが共同で製作を開始、ローマの撮影所であるチネチッタ内のステージにセットを設営、同年11月1日にクランクイン、同年12月23日にクランクアップ、セット撮影のみでポストプロダクションに入り、翌年初頭に完成させた作品である。前作『女にしっぽがあったころ』の原案にクレジットされた小説家のウンベルト・エーコに代わり、前作で集団脚本執筆に参加したリナ・ウェルトミューラーが原案を執筆、オッタヴィオ・イェンマ、マルチェッロ・コシャ、パスクァーレ・フェスタ・カンパニーレの3人が脚本を執筆した。
イタリアでは同年2月24日に公開され、西ドイツでは同年12月25日、アメリカ合衆国ではフィルム・ヴェンチャーズ・インターナショナルが配給し、同年に公開されている。イタリアでは、Koch Media が2006年（平成18年）2月1日にDVDを発売した。
日本では、2011年（平成23年）2月現在に至るまで劇場公開、テレビ放映、DVD等のビデオグラム販売等は行われていない。

## スタッフ・作品データ
- プロデューサー : シルヴィオ・クレメンテッリ
- 監督 : パスクァーレ・フェスタ・カンパニーレ
- 原案 : リナ・ウェルトミューラー
- 脚本 : オッタヴィオ・イェンマ、マルチェッロ・コシャ （Marcello Coscia [6]）、パスクァーレ・フェスタ・カンパニーレ
- 撮影 : シルヴァーノ・イッポリーティ （Silvano Ippoliti）
- 美術監督 : マッシモ・タヴァッツィ （Massimo Tavazzi [7]）
- 装置・衣裳 : エンリコ・ヨブ （Enrico Job）
- 編集 : ニーノ・バラーリ （Nino Baragli）、ガートルード・ペーターマン （Gertrud Petermann [8]）
- 音楽 : エンニオ・モリコーネ
- 音楽監督 : ブルーノ・ニコライ （Bruno Nicolai)

- 製作 :  クレシ・チネマトグラフィカ、 テラ・フィルム （Terra Film）
- フォーマット : カラー映画（イーストマンカラー） - スコープ・サイズ（アナモルフィック、1.85:1）[4] - モノラル録音

## キャスト
クレジット順
- センタ・バーガー - フィリ
- フランク・ヴォルフ （Frank Wolff） - グッル
- ランド・ブッツァンカ （Lando Buzzanca） - ハム

アルファベット順
- マリオ・アドルフ - 商人パプ
- フィアンメッタ・バラッラ （Fiammetta Baralla） - カトルチャ
- レンツォ・モンタニャーニ （Renzo Montagnani） - マルーク
- フランチェスコ・ムーレ （Francesco Mulé） - ウトー
- アルド・プリージ （Aldo Puglisi） - ツォーグ
- リーノ・トッフォロ （Lino Toffolo） - プット

## シリーズ
公式製作
- 『女にしっぽがあったころ』 Quando le donne avevano la coda : 監督パスクァーレ・フェスタ・カンパニーレ、主演センタ・バーガー、1970年
- 『女がしっぽをなくしたころ』 Quando le donne persero la coda - 本作、1972年

## 註
1. 1 2 3 4 5  Quando le donne persero la coda, インターネット・ムービー・データベース （英語）, 2011年2月22日閲覧。
2. ↑  When Women Lost Their Tails, allmovie （英語）, 2011年2月22日閲覧。
3. ↑  Bianco e nero #31, イタリア国立映画実験センター、1970年、p.148.
4. 1 2  Quando le donne persero la coda （DVD）、パッケージ記述 （イタリア語）。
5. ↑  パスクァーレ・フェスタ・カンパニーレ、allcinema ONLINE, 2011年2月22日閲覧。
6. ↑  Marcello Coscia - IMDb（英語）, 2011年2月22日閲覧。
7. ↑  Massimo Tavazzi - IMDb（英語）, 2011年2月22日閲覧。
8. ↑  Gertrud Petermann - IMDb（英語）, 2011年2月22日閲覧。

## 関連事項
- イタリア式コメディ
- フィルム・ヴェンチャーズ・インターナショナル （en:Film Ventures International）